# Backlash 2006
Backlash 2006 was een pay-per-viewevenement in het professioneel worstelen dat georganiseerd werd door World Wrestling Entertainment (WWE). Dit evenement was de zevende editie van Backlash en vond plaats in de Rupp Arena in Lexington (Kentucky) op 30 april 2006.
De belangrijkste gebeurtenis was een Triple Threat match voor het WWE Championship tussen de kampioen John Cena, Triple H en Edge. Cena won de match en verlengde zo zijn titel.

## Resultaten
| Nr.                                                                          | Match | Winnaar(s)                                      |
| ---------------------------------------------------------------------------- | --- | ----------------------------------------------- |
| -                                                                            | Goldust vs. Rob Conway in een een-op-eenmatch                                                                                      | Goldust                                         |
| 1                                                                            | Chris Masters vs. Carlito in een een-op-eenmatch                                                                                   | Carlito                                         |
| 2                                                                            | Umaga (met Armando Alejandro Estrada) vs. Ric Flair in een een-op-eenmatch                                                         | Umaga                                           |
| 3                                                                            | Mickie James (c) vs. Trish Stratus in een een-op-eenmatch voor het WWE Women's Championship                                        | Trish Stratus; diskwalificatie Mickie James (c) |
| 4                                                                            | Shelton Benjamin (c) vs. Rob Van Dam in een een-op-eenmatch voor het WWE Intercontinental Championship en Money in the Bank-koffer | Rob Van Dam (nc)                                |
| 5                                                                            | The Big Show vs. Kane in een een-op-eenmatch                                                                                       | Gelijkspel                                      |
| 6                                                                            | Vince & Shane McMahon vs. Shawn Michaels & "God" in een No Holds Barred match                                                      | Vince en Shane McMahon                          |
| 7                                                                            | John Cena (c) vs. Triple H vs. Edge (met Lita) in een Triple Threat match voor het WWE Championship                                | John Cena (c)                                   |
| (c) huidige kampioen voor en na de match \| (nc) nieuwe kampioen na de match | |                                                 |